# Lino Duilio
Lino Duilio (San Severino, 8 febbraio 1951) è un politico italiano. Deputato per quattro legislature nelle file di PPI, La Margherita e del Partito Democratico.

## Biografia
Nel 1971, dopo aver frequentato per un anno la Facoltà di Economia presso l'Università Statale di Napoli (dove ha sostenuto sette esami), si è trasferito a Milano per motivi di lavoro. A Milano si è poi laureato in Economia e commercio, indirizzo economico sociale, all'università Cattolica del Sacro Cuore. Il suo impegno sociale inizia con il lavoro al Centro Sociale Ambrosiano, agenzia della diocesi (guidata dal cardinale Carlo Maria Martini) per la formazione all'impegno sociale e politico dei giovani, di cui diventa successivamente direttore. In seguito ha poi lavorato per tre anni come Responsabile dell'Ufficio Studi della Cisl della Lombardia, guidata da Sandro Antoniazzi; dal 1993, a seguito di vincita di un concorso pubblico nazionale, ricopre sempre a Milano la funzione di dirigente dell'Istituto Nazionale degli Infortuni sul Lavoro.
A fianco alla sua carriera lavorativa, si sviluppa il suo impegno politico. Nella fase convulsa di Tangentopoli viene chiamato ad affiancare, come vice commissario, l'on. Guido Bodrato, nominato da Mino Martinazzoli Commissario della DC milanese (partito al quale Duilio non era mai stato iscritto). Dopo la trasformazione della Democrazia Cristiana, nel febbraio del 1993 si iscrive al neonato Partito Popolare Italiano, per il quale ricoprirà, per circa un anno e mezzo, la carica di segretario cittadino milanese. Divenuto l'anno dopo segretario regionale del PPI, ha contribuito fattivamente alla costruzione prima della coalizione democratica che porterà alla candidatura di Diego Masi alla presidenza della Regione Lombardia nel 1995 e poi dell'Ulivo.
Nel 1996, viene eletto deputato nella XIII Legislatura nel Collegio uninominale 27 Agrate Brianza in rappresentanza proprio dell''Ulivo. Pochi mesi dopo lascia la segreteria regionale del partito a Domenico Galbiati per evitare di cumulare più incarichi. Nel 2001, nel 2006 e nel 2008 viene confermato deputato. Nel 2013, dopo vent'anni esatti, termina il suo impegno istituzionale e più strettamente partitico, per ritornare ad impegnarsi a livello sociale, culturale e, più latamente, politico. Oltre alla sua intensa attività culturale, dal 2016 è impegnato, a livello di volontariato, nel campo dell'immigrazione quale Presidente della Fondazione Franco Verga di Milano e gestisce sul web, dal 2019, una Chat di carattere culturale civile molto vivace, denominata Europa, di cui è amministratore.
Nella XV Legislatura ricopre l'incarico di Presidente della V Commissione Bilancio della Camera. Durante gli anni di mandato parlamentare è stato animatore di varie associazioni culturali (PELIDE, PopolArea ed Italia Popolare). Conclude il proprio mandato a Montecitorio nel 2008.
Giornalista pubblicista, è stato per anni direttore della rivista "Orientamenti" e ha pubblicato articoli su giornali e riviste nonché diversi libri (A partire dalla libertà, Dove corrono i Popolari, Detti Popolari, Il partito aperto e i suoi nemici, Politica della legislazione oltre la crisi, Alzarsi in volo).